# Élections législatives de 1958 dans l'Oise
Les élections législatives françaises de 1958 se déroulent les 23 et 30 novembre 1958.  Dans le département de l'Oise, cinq députés sont à élire dans le cadre de cinq circonscriptions.

## Élus
| Circonscription | Député élu      | Parti | Parti  |
| --------------- | --------------- | ----- | ------ |
| 1re             | Marcel Dassault |       | UNR    |
| 2e              | Jean Legendre   |       | CNIP   |
| 3e              | Robert Hersant  |       | Radsoc |
| 4e              | René Quentier   |       | UNR    |
| 5e              | François Bénard |       | UNR    |

## Système électoral
Pour la première fois depuis 1936, les élections législatives ont lieu au scrutin uninominal majoritaire à deux tours dans des circonscriptions uninominales.
Est élu au premier tour le candidat qui réunit la majorité absolue des suffrages exprimés et un nombre de voix au moins égal au quart (25 %) des électeurs inscrits dans la circonscription. Si aucun des candidats ne satisfait ces conditions, un second tour est organisé entre les candidats ayant réuni un nombre de voix au moins égal à 5 % des suffrages exprimés. Au second tour, le candidat arrivé en tête est déclaré élu.
Le seuil de qualification, basé sur un pourcentage relativement faible des suffrages exprimés, tend à faciliter l'accès au second tour de plus de deux candidats. Les candidats en lice au second tour peuvent ainsi fréquemment être trois, un cas de figure appelé « triangulaire ». Lorsque quatre candidats s'affrontent au second tour, on parle de « quadrangulaire ».

## Résultats

### Résultats à l'échelle du département
| Parti          | Parti                                            | Premier tour | Premier tour | Second tour | Second tour | Sièges |
| Parti          | Parti                                            | Voix         | %            | Voix        | %           | Sièges |
| -------------- | ------------------------------------------------ | ------------ | ------------ | ----------- | ----------- | ------ |
|                | Union pour la nouvelle République                | 50 081       | 24,22        | 59 542      | 29,32       | 3      |
|                | Centre national des indépendants et paysans      | 23 687       | 11,45        | 29 660      | 14,61       | 1      |
|                | Divers droite (gaulliste)                        | 10 286       | 4,97         | 2 291       | 1,13        | 0      |
|                | Droite parlementaire                             | 84 054       | 40,65        | 91 493      | 45,06       | 4      |
|                |                                                  |              |              |             |             |        |
|                | Parti communiste français                        | 44 113       | 21,33        | 48 210      | 23,74       | 0      |
|                | Parti républicain, radical et radical-socialiste | 38 653       | 18,69        | 45 630      | 22,47       | 1      |
|                | Section française de l'Internationale ouvrière   | 25 134       | 12,15        | 17 714      | 8,72        | 0      |
|                | Centre réformateur républicain                   | 7 289        | 3,52         | Retrait     | Retrait     | 0      |
|                | Centre républicain                               | 6 680        | 3,23         | Retrait     | Retrait     | 0      |
|                | Union des forces démocratiques                   | 868          | 0,42         |             |             | 0      |
|                |                                                  |              |              |             |             |        |
| Inscrits       | Inscrits                                         | 263 748      | 100,00       | 263 660     | 100,00      | 5      |
| Abstentions    | Abstentions                                      | 49 888       | 18,92        | 53 881      | 20,44       |        |
| Votants        | Votants                                          | 213 860      | 81,08        | 209 779     | 79,56       |        |
| Blancs et nuls | Blancs et nuls                                   | 7 069        | 3,31         | 6 732       | 3,21        |        |
| Exprimés       | Exprimés                                         | 206 791      | 96,69        | 203 047     | 96,79       |        |

### Résultats par circonscription

#### Première circonscription (Beauvais-Nord)
| Candidat       | Candidat            | Parti          | Premier tour | Premier tour | Second tour | Second tour |  |
| Candidat       | Candidat            | Parti          | Voix         | %            | Voix        | %           |  |
| -------------- | ------------------- | -------------- | ------------ | ------------ | ----------- | ----------- |  |
|                | Marcel Dassault élu | UNR            | 17 522       | 44,17        | 20 269      | 53,10       |  |
|                | Maurice Segonds     | SFIO           | 7 850        | 19,79        | 11 096      | 29,07       |  |
|                | Daniel Fournal      | CRR            | 7 289        | 18,38        | Retrait     | Retrait     |  |
|                | Antoine Pelletier   | PCF            | 7 004        | 17,66        | 6 808       | 17,83       |  |
|                |                     |                |              |              |             |             |  |
| Inscrits       | Inscrits            | Inscrits       | 50 097       | 100,00       | 50 074      | 100,00      |  |
| Abstentions    | Abstentions         | Abstentions    | 8 841        | 17,65        | 10 099      | 20,17       |  |
| Votants        | Votants             | Votants        | 41 256       | 82,35        | 39 975      | 79,83       |  |
| Blancs et nuls | Blancs et nuls      | Blancs et nuls | 1 591        | 3,86         | 1 802       | 4,51        |  |
| Exprimés       | Exprimés            | Exprimés       | 39 665       | 96,14        | 38 173      | 95,49       |  |

#### Deuxième circonscription (Compiègne)
| Candidat       | Candidat           | Parti                     | Premier tour | Premier tour | Second tour | Second tour |  |
| Candidat       | Candidat           | Parti                     | Voix         | %            | Voix        | %           |  |
| -------------- | ------------------ | ------------------------- | ------------ | ------------ | ----------- | ----------- |  |
|                | Jean Legendre élu  | CNIP                      | 14 520       | 35,26        | 19 528      | 48,38       |  |
|                | Henri Adnot        | Radsoc                    | 8 393        | 20,38        | 13 224      | 32,76       |  |
|                | Henri Bruyère      | PCF                       | 7 383        | 17,93        | 7 610       | 18,85       |  |
|                | Achille Granthomme | UNR                       | 6 286        | 15,26        | Retrait     | Retrait     |  |
|                | Jacques Démaret    | SFIO                      | 2 700        | 6,56         | Retrait     | Retrait     |  |
|                | Achille Granthomme | Divers droite (Gaulliste) | 1 899        | 4,61         |             |             |  |
|                |                    |                           |              |              |             |             |  |
| Inscrits       | Inscrits           | Inscrits                  | 52 852       | 100,00       | 52 838      | 100,00      |  |
| Abstentions    | Abstentions        | Abstentions               | 10 375       | 19,63        | 11 256      | 21,3        |  |
| Votants        | Votants            | Votants                   | 42 477       | 80,37        | 41 582      | 78,7        |  |
| Blancs et nuls | Blancs et nuls     | Blancs et nuls            | 1 296        | 3,05         | 1 220       | 2,93        |  |
| Exprimés       | Exprimés           | Exprimés                  | 41 181       | 96,95        | 40 362      | 97,07       |  |

#### Troisième circonscription (Clermont)
| Candidat       | Candidat               | Parti                     | Premier tour | Premier tour | Second tour | Second tour |  |
| Candidat       | Candidat               | Parti                     | Voix         | %            | Voix        | %           |  |
| -------------- | ---------------------- | ------------------------- | ------------ | ------------ | ----------- | ----------- |  |
|                | Robert Hersant élu     | Radsoc                    | 15 021       | 37,12        | 17 087      | 42,67       |  |
|                | Michel Roger           | PCF                       | 9 574        | 23,66        | 10 537      | 26,31       |  |
|                | Pierre Barrachin       | CNIP                      | 9 167        | 22,65        | 10 132      | 25,30       |  |
|                | Jean-Jacques Marzorati | SFIO                      | 2 636        | 6,51         | Retrait     | Retrait     |  |
|                | Charles Dimary         | Divers droite (Gaulliste) | 2 424        | 5,99         | 2 291       | 5,72        |  |
|                | Jean-Louis Douel       | Divers droite (Gaulliste) | 1 644        | 4,06         |             |             |  |
|                |                        |                           |              |              |             |             |  |
| Inscrits       | Inscrits               | Inscrits                  | 51 774       | 100,00       | 51 747      | 100,00      |  |
| Abstentions    | Abstentions            | Abstentions               | 9 911        | 19,14        | 10 588      | 20,46       |  |
| Votants        | Votants                | Votants                   | 41 863       | 80,86        | 41 159      | 79,54       |  |
| Blancs et nuls | Blancs et nuls         | Blancs et nuls            | 1 397        | 3,34         | 1 112       | 2,7         |  |
| Exprimés       | Exprimés               | Exprimés                  | 40 466       | 96,66        | 40 047      | 97,3        |  |

#### Quatrième circonscription (Senlis)
| Candidat       | Candidat          | Parti                     | Premier tour | Premier tour | Second tour | Second tour |  |
| Candidat       | Candidat          | Parti                     | Voix         | %            | Voix        | %           |  |
| -------------- | ----------------- | ------------------------- | ------------ | ------------ | ----------- | ----------- |  |
|                | Robert Strauss    | Radsoc                    | 14 831       | 30,48        | 15 319      | 31,25       |  |
|                | René Quentier élu | UNR                       | 11 702       | 24,05        | 19 955      | 40,84       |  |
|                | Maurice Bambier   | PCF                       | 11 317       | 23,26        | 13 584      | 27,80       |  |
|                | Marcel Mérigonde  | SFIO                      | 5 218        | 10,72        | Retrait     | Retrait     |  |
|                | Roger Sauvage     | Divers droite (Gaulliste) | 3 598        | 7,39         | Retrait     | Retrait     |  |
|                | Eugène Trouchard  | UFD                       | 868          | 1,78         |             |             |  |
|                | Henri Levet       | Divers droite (Gaulliste) | 721          | 1,48         |             |             |  |
|                | Eugène Trouchard  | Radsoc                    | 408          | 0,84         |             |             |  |
|                |                   |                           |              |              |             |             |  |
| Inscrits       | Inscrits          | Inscrits                  | 61 981       | 100,00       | 61 979      | 100,00      |  |
| Abstentions    | Abstentions       | Abstentions               | 11 933       | 19,25        | 12 019      | 19,39       |  |
| Votants        | Votants           | Votants                   | 50 048       | 80,75        | 49 960      | 80,61       |  |
| Blancs et nuls | Blancs et nuls    | Blancs et nuls            | 1 385        | 2,77         | 1 102       | 2,21        |  |
| Exprimés       | Exprimés          | Exprimés                  | 48 663       | 97,23        | 48 858      | 97,79       |  |

#### Cinquième circonscription (Beauvais-Sud)
| Candidat       | Candidat            | Parti          | Premier tour | Premier tour | Second tour | Second tour |  |
| Candidat       | Candidat            | Parti          | Voix         | %            | Voix        | %           |  |
| -------------- | ------------------- | -------------- | ------------ | ------------ | ----------- | ----------- |  |
|                | François Bénard élu | UNR            | 14 571       | 39,58        | 19 318      | 54,25       |  |
|                | Simone Roussillat   | PCF            | 8 835        | 24,00        | 9 671       | 27,16       |  |
|                | Marc Toutain        | SFIO           | 6 730        | 18,28        | 6 618       | 18,59       |  |
|                | Michel Gorin        | CR             | 6 680        | 18,14        | Retrait     | Retrait     |  |
|                |                     |                |              |              |             |             |  |
| Inscrits       | Inscrits            | Inscrits       | 47 044       | 100,00       | 47 022      | 100,00      |  |
| Abstentions    | Abstentions         | Abstentions    | 8 828        | 18,77        | 9 919       | 21,09       |  |
| Votants        | Votants             | Votants        | 38 216       | 81,23        | 37 103      | 78,91       |  |
| Blancs et nuls | Blancs et nuls      | Blancs et nuls | 1 400        | 3,66         | 1 496       | 4,03        |  |
| Exprimés       | Exprimés            | Exprimés       | 36 816       | 96,34        | 35 607      | 95,97       |  |